# Filippo Smaldone
Filippo Smaldone (Napoli, 27 luglio 1848 – Lecce, 4 giugno 1923) è stato un presbitero italiano, fondatore della congregazione delle suore Salesiane dei Sacri Cuori per l'educazione dei sordi. Beatificato nel 1996, è stato proclamato santo da papa Benedetto XVI nel 2006.

## Biografia
Nacque a Napoli, primo figlio di sette, da Antonio e Maria Concetta De Luca, una famiglia agiata nel quartiere di Borgo Loreto, nel 1848, un periodo di grandi cambiamenti politici e contrasti sociali, che videro il crollo della monarchia Borbonica, a cui la famiglia di Filippo era fortemente legata, per fare spazio al nascente regno d'Italia, e le difficoltà in cui si trovò la Chiesa napoletana per l'esilio dell'arcivescovo Sisto Riario Sforza, che influirono non poco sul suo percorso, ostacolato sin dagli albori.
Nel 1858 riceve la prima Comunione in anticipo alle consuetudini e dopo quattro la Cresima, dove avverte la vocazione al sacerdozio, grazie anche al nuovo modo di fare catechismo, più vicino al popolo, di sant'Alfonso Maria de' Liguori.
Ma le trasformazioni politiche e sociali avvenute gli impongono il seminario da esterno dal 1863 al 1868.
Si dedicò dunque agli studi di teologia e filosofia, non tralasciando di dedicarsi alla catechesi alle opere di carità ai poveri e bisognosi della sua città e l'assistenza ai sordomuti definiti dalla chiesa di allora infedeli e pagani.
Purtroppo gli studi furono il suo cruccio, arma di denigrazione del nuovo clero napoletano, che lo giudicò scarsissimo di talento e insufficiente a proseguire gli studi, costringendolo a scegliere di farsi incardinare in un'altra diocesi. Lui sceglie quella di Rossano dove grazie alla stima dell'arcivescovo Pietro Cilento, per le sue alte doti di uomo di carità, viene consacrato sacerdote nel 1871, per poi essere reintegrato finalmente a Napoli nel 1876.
Nel frattempo Filippo aveva acquisito una notevole conoscenza ed esperienza delle problematiche dei sordomuti, grazie alla strenua collaborazione con don Lorenzo Apicella, direttore della Pia Casa per i sordomuti di Santa Maria ai Monti in Napoli, tant'è che dallo stesso Apicella fu incaricato di organizzare l'assistenza ai sordomuti nel napoletano, a Salerno, Sorrento, Ischia e Amalfi. Nel 1880 fu inviato a Milano al Congresso Internazionale dei Maestri per Sordomuti in qualità di esperto, e nel 1882 fu nominato Direttore Spirituale dell'Istituto per non udenti di Molfetta.
Nel 1884, a Napoli, scoppiò un'epidemia di colera che fece migliaia di vittime tra le quali doveva esserci anche lo stesso Filippo Smaldone, che dopo aver prestato assistenza agli ammalati si ritrovò anch'egli contagiato, al punto tale che le persone più vicine, dandolo per spacciato, pubblicarono sui giornali un necrologio e fecero celebrare messe in suffragio. Grazie all'intercessione della Madonna di Pompei, si salvò.
In quell'anno, ancora convalescente dopo essere guarito dal colera, aveva definito le Regole per la nascente Congregazione delle Suore Salesiane dei Sacri Cuori, un progetto accarezzato lungamente e che vide finalmente muovere i primi passi nella primavera del 1885, quando, insieme a don Luigi Apicella, partì per Lecce a fondare il primo Istituto per Sordomuti. Il 27 gennaio 1895 Mons. Salvatore Luigi Zola approvò le Regole e nel 1889 Apicella cedette la casa di Lecce a Filippo che ne divenne direttore.
Da quel momento l'impegno divenne sempre più grande, con la fondazione di nuove case per i sordomuti a Bari e Lecce sino ad arrivare a Roma, e non si soffermava solo ai sordomuti, ma anche all'infanzia abbandonata e alle bambine cieche, ai più bisognosi.
Il suo impegno e la sua opera possono essere tranquillamente accostate a quelle di Luigi Orione e Luigi Guanella.
La sua opera di sostegno ed educazione morale dei sordomuti gli valse, tra l'altro, la decorazione Croce pro Ecclesia et Pontifice e la nomina a canonico della Cattedrale di Lecce.
Ammalato di diabete, morì il 4 giugno 1923 nella città salentina dove operò per gran parte della sua vita.

## Il culto

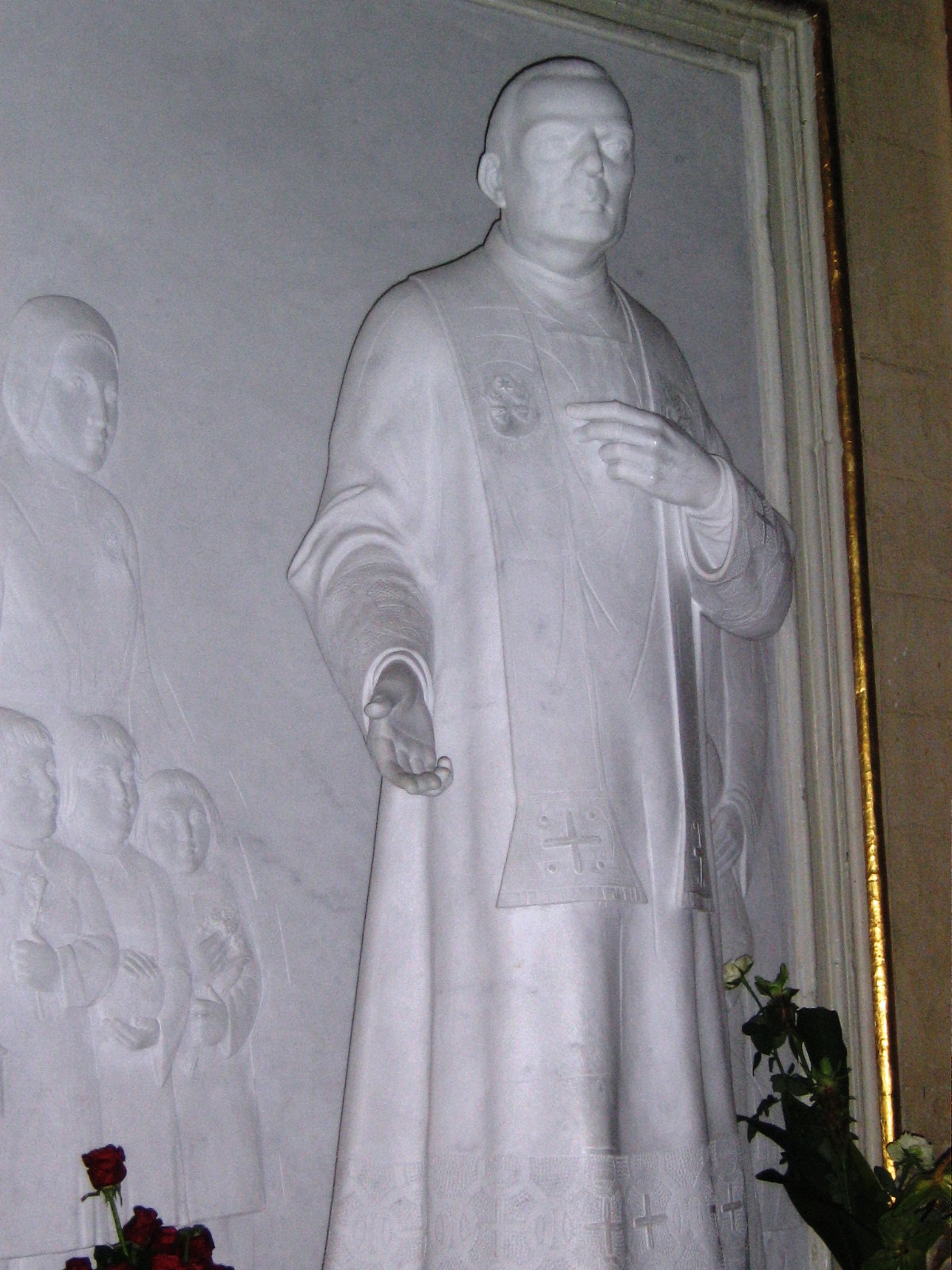
Statua di San Filippo Smaldone nel Duomo di Lecce

Fu papa Giovanni Paolo II a volere la beatificazione di Smaldone, avvenuta il 12 maggio 1996, mentre papa Benedetto XVI, il 15 ottobre 2006, durante una cerimonia solenne in Piazza San Pietro, lo proclamò santo, insieme a Rafael Guízar Valencia, Rosa Venerini e Théodore Guérin. Le sue spoglie sono custodite presso la cappella della Casa Madre delle suore salesiane a Lecce (Chiesa della Madre di Dio e di San Nicolò)

### Il miracolo per la beatificazione
Fra i tanti fatti straordinari attribuiti all'intercessione dell'allora Servo di Dio Filippo Smaldone, quello che ha consentito la sua beatificazione è la guarigione improvvisa da stomatite ulcerocancrenosa di Ruggero Castriota che, nato il 12 febbraio 1930 a Manfredonia, nell'aprile 1937 era stato ricoverato in condizioni gravissime all'"Ospedale Pediatrico Giovanni XXIII" [questo è il nome moderno dell'ospedale; Giovanni XXIII è eletto papa nel 1958] di Bari. La guarigione, esaminata dalla Congregazione delle cause dei santi, fu giudicata scientificamente inspiegabile dalla Consulta Medica, quindi la Commissione dei Teologi la dichiarò miracolosa e ottenuta per intercessione del Servo di Dio, grazie alle preghiere sia delle Suore salesiane dei Sacri Cuori, presenti nell'Ospedale, sia dei familiari e dello stesso arcivescovo di Manfredonia. Dopo il parere positivo della Plenaria dei Cardinali e dei vescovi membri del Sacro Dicastero, il 12 gennaio 1996 papa Giovanni Paolo II approvò il miracolo, e 12 maggio dello stesso anno fu celebrata in piazza San Pietro la beatificazione.

### Il miracolo per la canonizzazione
Ai fini della canonizzazione la Chiesa cattolica ha preso in considerazione il caso di suor Grazia Urbano, appartenente alla congregazione Salesiana dei Sacri Cuori, ammalatasi gravemente nel marzo 1999 per una cardiopatia ipertensiva associata a bronchite cronica. Ricoverata in una clinica di Bari, le venne riscontrata una formazione nodulare di sospetta natura tumorale. Mentre i medici giudicavano il caso senza speranza, le suore della congregazione pregarono il Beato fondatore per ottenere la guarigione, che si verificò improvvisamente e inaspettatamente. Si aprì il processo diocesano, che accertò la guarigione "rapida e repentina, senza alcuna terapia adeguata...da ritenersi fuori della normalità evolutiva della malattia". La Congregazione delle cause dei santi riconobbe la validità giuridica del Processo diocesano, e il 4 aprile 2003 affidò la decisione alla Consulta Medica e al Congresso speciale dei Teologi consultori. La Consulta Medica, nella seduta del 3 febbraio 2005, riconobbe la guarigione "rapida, completa, duratura e scientificamente inspiegabile". Il 17 gennaio 2006 il Congresso speciale dei teologi riconobbe la validità del miracolo, la Sessione Ordinaria dei Padri cardinali e Vescovi diede la sua approvazione e il 28 aprile dello stesso anno papa Benedetto XVI approvò il miracolo, rendendo possibile la canonizzazione, avvenuta il 15 ottobre 2006.

### Santo napoletano
Tra i tantissimi santi, caso unico in Italia e diviso solo con Venezia, che la città di Napoli annovera tra i suoi patroni e compatroni, san Filippo Smaldone è il primo santo nato ufficialmente nella città di Napoli; essa infatti annovera al momento soltanto una santa, Santa Maria Francesca delle Cinque Piaghe nata nel quartiere popolare di Montecalvario nel 1715, mentre Alfonso Maria de' Liguori e Giuseppe Moscati, che la chiesa napoletana ha sempre considerato come suoi santi, sono nati l'uno a Marianella (al tempo comune a sé) e l'altro a Benevento.